# Calloplax vivipara
Calloplax vivipara is een keverslakkensoort uit de familie van de Callistoplacidae. De wetenschappelijke naam van de soort is voor het eerst geldig gepubliceerd in 1899 door Plate.